# Andrea Montenegro
Andrea Mónica Montenegro DeFreitas (Lima, Peru - 4. ožujka 1969.) poznata i kao Andrea Montenegro peruanska je glumica i model. Poznata je po svojim sudjelovanjima u nekim telenovelama kao što je Klon gdje je utjelovila Naziru Hashim.

## Filmografija
- Die Again (2011.) kao Camila
- Klon (2010.) kao Nazira Hashim
- Kdabra (2009.) kao Grimberg
- Tiempo final (2008.) kao Claudia
- Zorro: La espada y la rosa (2007.) kao María Pía de la Vega
- Amores de mercado (2006.) kao Mireya
- Cuando el cielo es azul (2005.)
- Milagros (2005.) kao Erika Zevallos
- La viuda de la mafia (2004.) kao Clara Maria"Clarabella" Lopez
- La mujer de Lorenzo (2003.) kao Isabela
- Latin Lover (2001.) kao Claudia Fuentes